# Їжачник
Їжачник (Anabasis) — рід напівчагарникових рослин підродини лободових (Chenopodioideae) родини амарантові (Amaranthaceae).
Близько 30 видів від Іспанії та Північної Африки до Центральної Азії, але головним чином в Середній Азії.
У Росії і суміжних країнах близько 30 видів, в пустелях і напівпустелях, на сухих гірських схилах.
Кормове значення має їжачник солончаковий, або біюргун (Anabasis salsa); лікарський — їжачник безлистий (Anabasis aphylla), як джерело алкалоїдів (анабазин, афілін тощо).

## Види
Рід згідно, The Plant List, має у своєму складі види:, :
- Anabasis aphylla L. — їжачник безлистий — типовий вид
- Anabasis aretioides Moq. & Coss. (Syn. Fredolia aretioides (Moq. & Coss. ex Bunge) Ulbr.)
- Anabasis articulata (Forssk.) Moq.
- Anabasis brevifolia C. A. Mey.
- Anabasis brachiata Fisch. & C. A. Mey.
- Anabasis calcarea (Charif & Aellen) Bokhari & Wendelbo
- Anabasis cretacea  Pall.
- Anabasis ebracteolata  Korov. ex Botsch.
- Anabasis ehrenbergii  Schweinf. ex Boiss.
- Anabasis elatior  (C. A. Mey.) Schrenk
- Anabasis eriopoda  (Schrenk) Benth. ex Volkens
- Anabasis eugeniae  Iljin
- Anabasis ferganica  Drob.
- Anabasis gypsicola  Iljin
- Anabasis haussknechtii  Bunge ex Boiss.
- Anabasis iranica  Iljin
- Anabasis jaxartica  (Bunge) Benth. ex Volkens
- Anabasis lachnantha  Aellen & Rech. f.
- Anabasis macroptera  Moq.
- Anabasis oropediorum  Maire
- Anabasis paucifolia  M. Pop. ex Iljin
- Anabasis pelliotii  Danguy
- Anabasis prostrata  Pomel.
- Anabasis salsa  (C. A. Mey.) Benth. ex Volkens
- Anabasis syriaca  Iljin
- Anabasis tianschanica  Botsch.
- Anabasis truncata  (Schrenk) Bunge
- Anabasis turgaica  Iljin & Krasch.
- Anabasis turkestanica  Iljin & Korov.